# Culturespaces
 (mars 2013).

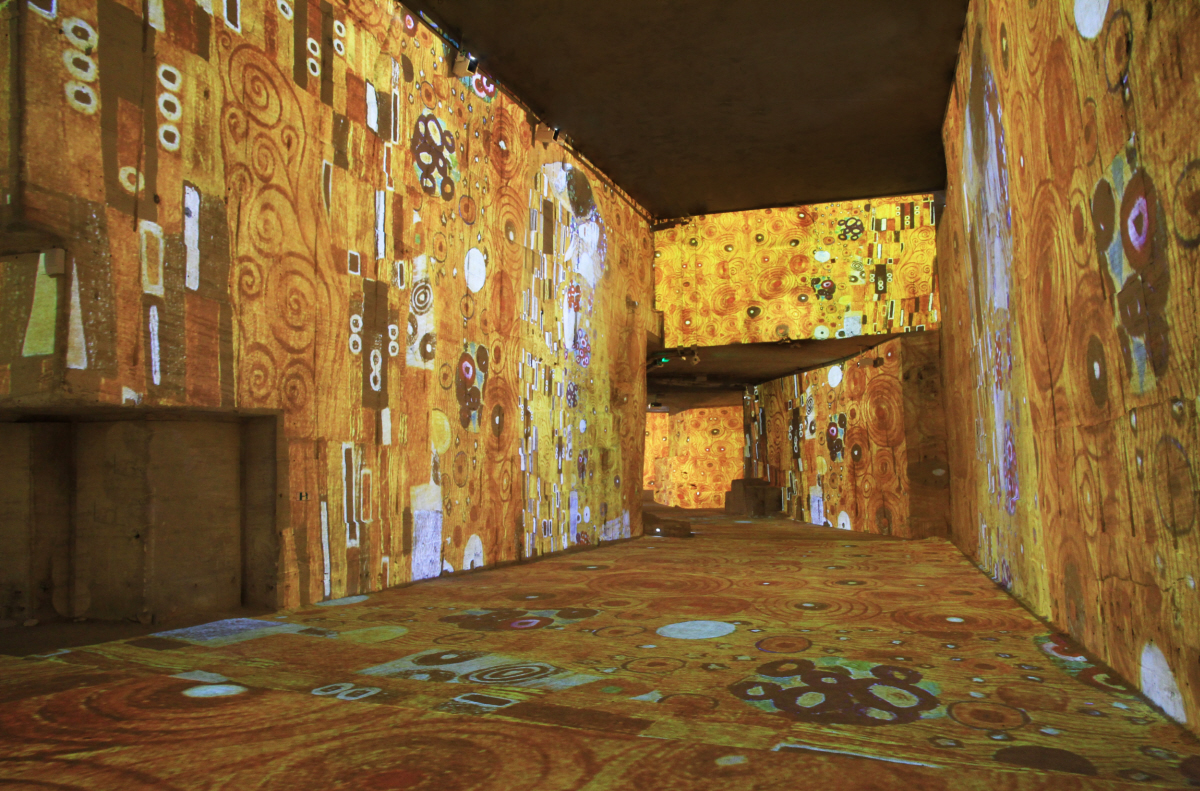
Exposition Klimt et Vienne en 2014 aux Carrières de Lumières.

Culturespaces est une entreprise privée assurant la gestion de musées, la gestion et la création de centres immersifs et l'organisation d'expositions temporaires et immersives. Elle gère 11 établissements qui accueillent 3 millions de visiteurs par an, avec 400 salariés et un chiffre d'affaires de 44 millions d’euros en 2021. Culturespaces appartient depuis 2022 au consortium formé par le groupe Chevrillon, l'IDI et CAPZA, après avoir été filiale d'Engie. Son siège est au 5 rue Catherine de la Rochefoucauld dans le 9e arrondissement de Paris.

## Historique
Créée en 1990, Culturespaces vend aux institutions publiques et aux collectivités un service de gestion de leurs monuments historiques et musées.
En 2012, l'entreprise achète un monument historique pour y créer un centre d’art (l’hôtel de Caumont à Aix-en-Provence) qui a ouvert ses portes le 6 mai 2015, entièrement restauré.
En 2018, Culturespaces crée l'Atelier des Lumières, centre immersive diffusant des expositions numériques immersives. L'Atelier des Lumières situé dans le 11e arrondissement de Paris est une ancienne fonderie d'acier ouverte en 1835 par les frères Plichon.
En septembre 2018, la mairie de Bordeaux annonce qu'elle confie à Culturespaces une partie de la base sous-marine de la ville. Culturespaces est désigné comme délégataire pour la gestion de quatre alvéoles de la Base. Les Bassins des Lumières ouvrent le 10 juin 2020.
En juillet 2020, Culturespaces annonce l'ouverture d'un nouveau centre immersif à New York au 49 Chambers Street, dans le bâtiment de style Beaux-Arts de l'ancienne banque Emigrant Industrial Savings Bank Building. Ouvert le 14 septembre 2022, il s'agit du premier centre immersif américain de Culturespaces.
Le 22 avril 2022, Culturespaces ouvre un nouveau centre immersif à Amsterdam, la Fabrique des Lumières, dans l'ancienne usine à gaz de Westergasfabriek.
Le 28 janvier 2023, l'entreprise inaugure son premier centre immersif allemand, à Dortmund, le Phoenix des Lumières, dans une ancienne usine de hauts fourneaux de Phoenix West,.
Au printemps 2024, Culturespaces ouvrira son deuxième centre immersif allemand à Hambourg. Il se situera à HafenCity dans le quartier de Westfield Hamburg-Überseequartier, et s'appellera Port des Lumières, en raison de sa localisation au port de Hambourg,.
À partir de septembre 2023, Culturespaces installera pour la première fois une Immersive Box à Bruxelles, sur le site de Tour et Taxis. Elle y présentera un programme itinérant consacré à Tintin. C'est la première fois que Culturespaces présente l'une de ses créations en-dehors de ses centres d'art numérique.

## Gestion déléguée de monuments, musées et centres d'art
- Musée Jacquemart-André[14],[15] à Paris
- Hôtel de Caumont - Centre d'Art[16],[17] à Aix-en-Provence
- Château des Baux-de-Provence[18],[19]
- Carrières des Lumières aux Baux-de-Provence[20]
- Atelier des Lumières[21] à Paris
- Bassins des Lumières[22] à Bordeaux
- Fabrique des Lumières[23] à Amsterdam
- Infinity des Lumières[24] à Dubaï
- Bunker des Lumières[25]  à Jeju en Corée du Sud
- Théâtre des Lumières[26] à Séoul en Corée du Sud
- Hall des Lumières[8] à New York
- Phoenix des Lumières[27] à Dortmund

## Contrats précédents
- Palais des papes d'Avignon (jusqu’en 2000)
- Château de Valençay[28] (jusqu’en 2008)
- Champ de bataille de Waterloo[29] (jusqu'en 2013)
- Villa Kérylos[30] à Beaulieu-sur-Mer (jusqu'en 2015)
- Cité du train (musée national du Chemin de fer) à Mulhouse (jusqu'en 2015)
- Arènes de Nîmes[31],[32], Maison Carrée[33] et tour Magne à Nîmes (jusqu'en 2021 - Culturespaces a déposé, pour la première fois, un recours au tribunal administratif[34])
- Cité de l'automobile (collection Schlumpf)[35],[36] à Mulhouse (jusqu'en 2021)
- Théâtre antique d'Orange et musée d'Art et d'Histoire d'Orange[37] (jusqu'en 2021)
- Villa Ephrussi de Rothschild[38],[39] à Saint-Jean-Cap-Ferrat (jusqu'en 2022)

## Fondation
En 2009, la Fondation Culturespaces a été créée, sous l’égide de la Fondation du patrimoine. Elle a pour vocation de rendre les arts et le patrimoine accessibles à des enfants fragilisés par la maladie ou confrontés aux problématiques liées à la précarité : en longue maladie, souffrant de handicaps ou vivant dans des quartiers défavorisés,.

## Procédures judiciaires

### Condamnation
Lorsque la mairie des Baux-de-Provence a confié à la société Culturespaces la gestion des Carrières de Lumières, les gérants de la société d'exploitation Cathédrale d'Images ont recouru à la justice en faisant valoir le travail artistique réalisé auparavant.
La Commune est condamnée par le tribunal de grande instance de Tarascon le 19 janvier 2018 à verser 5,8 millions d'euros de dommages et intérêts à Cathédrale d'image,.
La société Culturespaces est condamnée pour parasitisme, et poursuivie pour favoritisme,,,.
En 2023, la résiliation anticipée de la délégation de service public prononcée par la cour administrative de Marseille pour le 1ernovembre 2023, est annulée par le Conseil d'Etat, estimant que Cathédrale d'Images n'a pas apporté la justification qu'elle était « lésée dans ses intérêts de façon suffisamment directe et certaine par la poursuite de l'exécution de la convention de service public conclue le 23 avril 2010 »,.